# Grube Josua
Die Grube Josua ist eine ehemalige Eisen-Grube des Bensberger Erzreviers in Bergisch Gladbach. Das Gelände gehört zum Stadtteil Herrenstrunden. Das Grubenfeld wurde am 18. Juni 1868 auf Eisen verliehen und befand sich in jüdischem Eigentum. Josua ist ein alttestamentlicher männlicher Vorname. Moses nahm seinen Diener Josua mit auf den Berg Gottes um die Gesetzestafeln zu empfangen. Die Berechtsamsakte der Grube Josua wurde durch Beschluss des Oberbergamtes Bonn vom 18. September 1937 gelöscht. Das heißt, sie wurde entsprechend dem Zeitgeist des NS-Regimes vernichtet, um die Existenz der Grube und die Erinnerung an diesen Grubennamen dauerhaft zu beseitigen. Im Berggrundbuch findet sich folgender Vermerk: „Wegen Aufhebung des Bergwerkseigentums geschlossen am 10. November 1937.“ Zwischen Asselborn und Trotzenburg befindet sich im landwirtschaftlich genutzten Gebiet am Rand eines Wäldchens eine größere Delle. Das ist die rekultivierte Pinge des früheren Tagebaus. Über die  Betriebstätigkeiten ist nichts bekannt.